# Kanton Auxonne
Kanton Auxonne is een kanton van het Franse departement Côte-d'Or. Het kanton maakt deel uit van het arrondissement Dijon.

## Gemeenten
Het kanton Auxonne omvatte tot 2014 de volgende 16gemeenten:
- Athée
- Auxonne (hoofdplaats)
- Billey
- Champdôtre
- Flagey-lès-Auxonne
- Flammerans
- Labergement-lès-Auxonne
- Magny-Montarlot
- Les Maillys
- Poncey-lès-Athée
- Pont
- Soirans
- Tillenay
- Tréclun
- Villers-les-Pots
- Villers-Rotin

Door de herindeling van de kantons bij decreet van 18 februari 2014, met uitwerking op 22 maart 2015 zijn daar de 19 gemeenten van het opgeheven kanton Pontailler-sur-Saône aan toegevoegd :
- Binges
- Cirey-lès-Pontailler
- Cléry
- Drambon
- Étevaux
- Heuilley-sur-Saône
- Lamarche-sur-Saône
- Marandeuil
- Maxilly-sur-Saône
- Montmançon
- Perrigny-sur-l'Ognon
- Pontailler-sur-Saône
- Saint-Léger-Triey
- Saint-Sauveur
- Soissons-sur-Nacey
- Talmay
- Tellecey
- Vielverge
- Vonges